# Čynadijevská vesnická komunita
Čynadijevská vesnická komunita (ukrajinsky Чинадіївська селищна громада) je územní společenství (hromada) na Ukrajině, v mukačevském okrese Zakarpatské oblasti. Správním centrem je městys Čynadijovo. Toto územní společenství vzniklo dne 12. června 2020, jeho součástí jsou tato sídla:
- Babyči, ukrajinsky Бабичі
- Brestiv, ukrajinsky Брестів
- Bystrycja, ukrajinsky Бистриця
- Čabyn, ukrajinsky Чабин
- Čynadijovo
- Dilok, ukrajinsky Ділок
- Dubyno, ukrajinsky Дубино
- Karpaty, ukrajinsky Карпати
- Kosyno, ukrajinsky Косино
- Lecovycja, ukrajinsky Лецовиця
- Obava, ukrajinsky Обава
- Ploskanovycja, ukrajinsky Плоскановиця
- Synjak, ukrajinsky Синяк
- Vilchovycja ukrajinsky Вільховиця

V roce 2025 žilo v této komunitě 15 053 obyvatel.